# Biokatalysator
Als Biokatalysator bezeichnet man ein Teilchen, das als Katalysator mindestens eine Reaktion beschleunigt. Obwohl der Biokatalysator während der Reaktion chemisch beteiligt ist und dadurch verändert wird, geht er nach Abschluss der Reaktion wieder in seinen Ausgangszustand über, so dass er viele Reaktionszyklen hintereinander katalysieren kann.
Jöns Jakob Berzelius verwendete als erster wissentlich einen Biokatalysator zur Hydrolyse von Stärke.

## Enzyme, Ribozyme und Zellen
Meist handelt es sich bei Biokatalysatoren um Enzyme, seltener auch Ribozyme oder ganze Zellen. Enzyme bestehen als Proteine aus einer Kette von Aminosäuren. Als Substrat bezeichnet man die Verbindung, die von einem Enzym umgesetzt wird. Als Inhibitor wird eine Verbindung bezeichnet, die eine enzymatische Reaktion verlangsamt oder unterbindet.
Oftmals werden Enzyme im Zuge eines Protein-Engineerings optimiert und auch an ein Trägermaterial gebunden, man bezeichnet einen derartigen Biokatalysator dann als immobilisiertes rekombinantes Enzym. Die Vorteile dieser Technik sind, dass der Biokatalysator dann länger stabil bleibt und leichter von dem Reaktionsgemisch wieder entfernt werden kann.
Besteht der Biokatalysator aus Ribonukleotiden, dann handelt es sich um eine katalytisch wirksame Ribonukleinsäure, die man funktionell zu den selteneren Ribozymen zählt.
Biokatalysatoren ermöglichen die biochemischen Reaktionen und physiologischen Prozesse aller Lebewesen. Ohne Biokatalysatoren wäre das Leben, wie wir es auf der Erde vorfinden, undenkbar.

## Verwendung
Biokatalysatoren werden aber auch in der organischen Synthese verwendet, da man damit unter vergleichsweise milden Reaktionsbedingungen Produkte mit hoher Selektivität herstellen kann. Ein weiterer Vorteil von Biokatalysatoren besteht darin, dass man keine Racemate erhält (die Bildung eines Enantiomers ist zumeist stark bevorzugt). Bei einer chemischen enantioselektiven Synthese werden derart hohe Enantiomerenüberschüsse in der Regel nicht erreicht.
Vorteilhaft ist es, wenn man die Biokatalysatoren immobilisiert. So lassen sich beispielsweise Alkoholdehydrogenasen (ADH) mit ihren Coenzymen wie NADPH/NADH zusammen mit Pufferkomponenten einfach und kostengünstig auf Superabsorberpolymere (SAP) immobilisieren. Die Reduktion von prochiralen Ketonen erfolgt in wässrigem Isopropylalkohol (IPA) bei Raumtemperatur. Cofactorregenerierung erfolgt über IPA. Nach einfacher Abtrennung des Immobilisats erhält man in guten Ausbeuten und hohen Enantiomerenreinheiten die chiralen Alkohole. Vorteilhaft ist auch, das der immobilisierte Katalysator stabil ist und mehrfach wieder verwendet werden kann.
Für industrielle Zwecke eingesetzte Biokatalysatoren sind z. B. Lipasen, Esterasen, Proteasen, Amylasen und Oxidasen. Dabei werden die Biokatalysatoren nicht nur in wässrigen Reaktionsmedien (Puffer) eingesetzt, sondern sind auch in organischen Lösungsmitteln aktiv. Seit Mitte der 1980er ist auch bekannt, dass man Biokatalysatoren in überkritischen Flüssigkeiten einsetzen kann.
Ein Beispiel für einen Biokatalysator ist Chymotrypsin, der die Spaltung von Eiweißketten katalysiert. Im Labor wäre dafür konzentrierte Salzsäure bei Siedetemperatur nötig.